# Wheel of Fortune (singel Ace of Base)
Wheel of Fortune – pierwszy singel szwedzkiej grupy Ace of Base. Utwór zdecydowała się wydać niezależna wytwórnia Mega Records. Wiosną do sklepów muzycznych trafił na półki sklepów muzycznych, jednak nie odniósł większego sukcesu. W październiku 1992 po raz trzeci wznowiono edycję, która tym razem przyniosła popularność. Po wydaniu All That She Wants, kiedy Ace of Base byli już międzynarodową gwiazdą wytwórnia wydała singel także w innych krajach.

## Listy przebojów
Źródło.
- Miejsce 1 – Norwegia
- Miejsce 2 – Dania, Holandia
- Miejsce 3 – Belgia, Luksemburg
- Miejsce 4 – Niemcy
- Miejsce 5 – Szwajcaria
- Miejsce 6 – Austria, Finlandia, Grecja, Hiszpania
- Miejsce 20 – Wielka Brytania
- Miejsce 21 – Francja
- Miejsce 39 – Szwecja

## Nowa wersja 2009
W 2007 roku zespół przedstawił nową wersję utworu na koncertach z serii European Tour 2007/2009. To całkiem nowe brzmienie muzyki pop połączonej z elektro.
24 października ukaże się singiel z wersją przedstawianą na koncertach. Będzie promował on nowe wydanie – Greatest Hits.

## Lista utworów
1. Wheel Of Fortune 2009 3:44
2. Wheel Of Fortune 2009 Club Mix 5:26